# Rosa Luna
Rosa Amelia Luna (Montevideo, Uruguay, 29 de mayo de 1937- Toronto, Canadá, 13 de junio de 1993) fue una bailarina y vedette del carnaval montevideano.

## Biografía
Nació en el Conventillo Mediomundo, sitio emblemático de la comunidad afrodescendiente del Uruguay. Fue un ícono del carnaval uruguayo, y una vedette que se imponía por su fuerte personalidad y su exuberante figura. Fue también coreógrafa.
Hija natural, negra y pobre, Rosa trabajó de doméstica desde niña, sufrió maltratos de su padrastro, explotación de sus patrones y discriminación. Se vinculó al carnaval y debutó en la comparsa Granaderos del Amor. Llena de vitalidad y alegría pasaba las noches bailando candombe. Formó parte de casi todas las comparsas: Zorro Negro, Morenada, Serenata Africana, Fantasía Negra, entre otras, siempre como bailarina principal: era la vedette. Dividió su vida entre 2 pasiones, el Candombe y el Club Nacional de Football, equipo al que siguió y alentó desde los 10 años hasta sus últimos días.  Su temprana muerte, cuando estaba de gira por Canadá, sorprendió a la opinión pública y privó al Desfile de Llamadas —máxima fiesta de la raza negra— de una presencia imposible de sustituir.

## Ámbito artístico

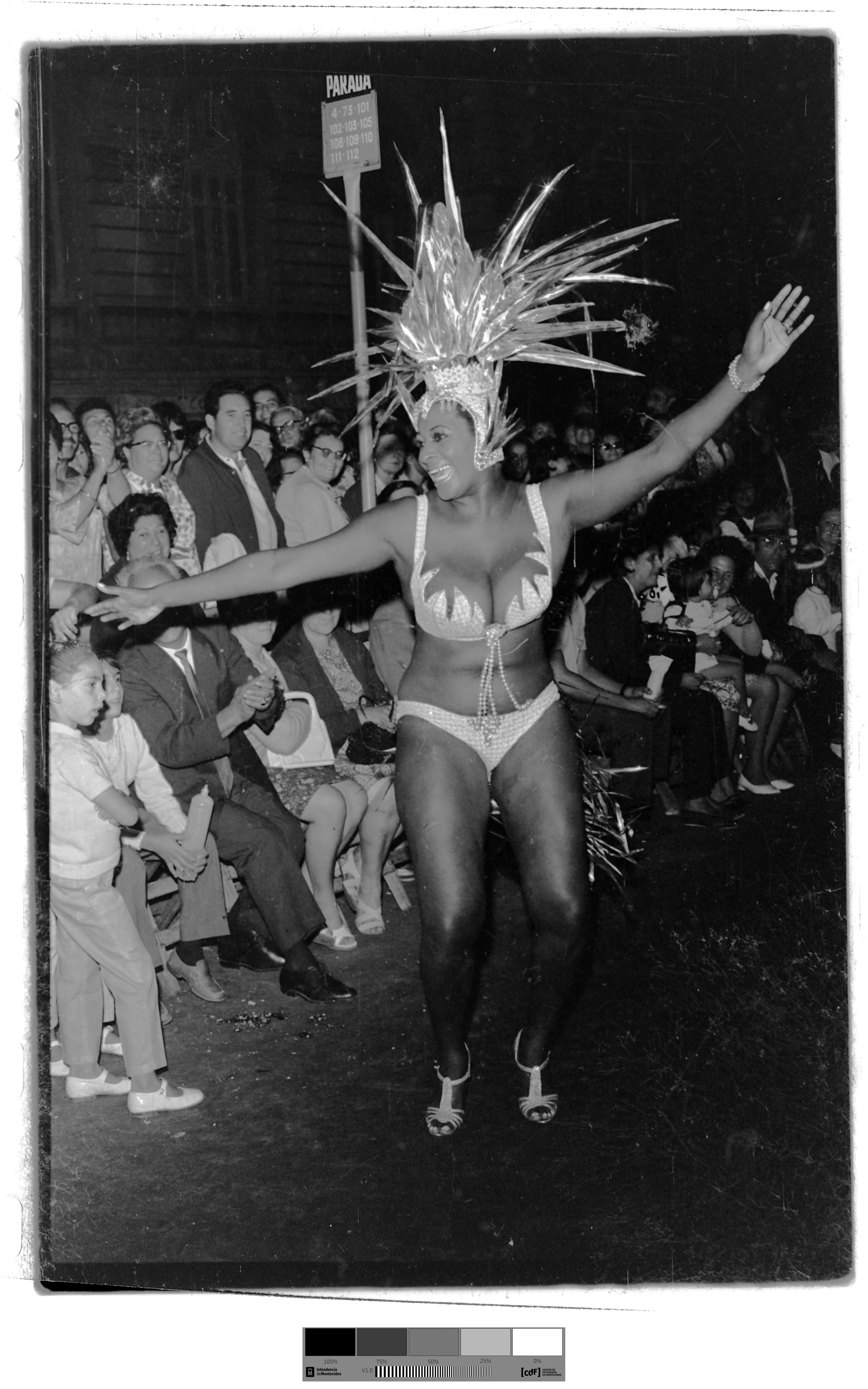
Rosa Luna en el Desfile de Carnaval por la Av. 18 de Julio. Febrero de 1972

Rosa se convirtió en la atracción de los desfiles de Carnaval y de las Llamadas, que se iniciaron en 1956. En sus espectáculos bailaba, cantaba y actuaba. Valiente y muy decidida, se convirtió en coreógrafa. Dirigía ella misma sus propias comparsas, y diseñaba y confeccionaba su vestuario y sus plumas. A partir de la década de 1960 se convirtió en la máxima figura femenina, rivalizando con Martha Gularte. A los 42 años encontró el amor de su vida, Raúl, un joven casi veinte años menor y con quien adoptó un niño, Rulito. Formó la Tribu de Rosa Luna, un conjunto musical con el que realizaba presentaciones en diversos sitios. Escribió su autobiografía "Sin tanga y sin tongo", donde expuso sus dificultades y las de su comunidad y habló de su país y de sus sueños. Escribió canciones que grabó con su voz y luego interpretaron otros, como Rúben Rada y Horacio Guarany. Rosa hizo giras artísticas por Europa, Australia y Estados Unidos, haciendo conocer el ritmo del candombe. Recibió numerosos premios.

## Ámbito social
Luna era una activa militante del Partido Nacional. Tenía una columna semanal en el diario La República, donde expresaba su preocupación por la comunidad negra, por la condición de la mujer y por la injusticia social. 
Como militante social fue Presidenta de la Organización Mundo Afro desde sus inicios, en 1988, para promover la cultura afro y trabajar por los derechos de los negros y de las mujeres. Muchos artistas le dedicaron temas: Jaime Roos, El Sabalero, Los Olimareños. Era conocida como Reina Africana, Vedette del Asfalto, Alma del Carnaval, Eva de Ébano. En 1993, estando en una gira por Canadá, la sorprendió la muerte. Sus restos están en el panteón de AGADU, en el Cementerio del Norte de Montevideo.